# Roger Lapébie
Roger Lapébie (Bayonne, 16 de janeiro de 1911 – Pessac, 12 de outubro de 1996) é um ciclista francês que venceu a corrida Tour de France 1937.
Além disso, Lapébie venceu as edições de 1934 e 1937 da prova Critérium International. 